# Uccello (cognome)
Uccello è un cognome di lingua italiana.

## Varianti (comune radice provenzale)
Auccelli (Sicilia, Canicattini bagni)
Aucelli, Auciello (Puglia, Bari)
Auci (Sicilia, Trapani)
Ugiello (Toscana)
Uccelli, Ucelli (Emilia, Lombardia)
Uselli (Sardegna)

## Origine e diffusione
La più antica attestazione del cognome è la versione toscana Ugiello, propria dell'artista Paolo Uccello.
Potrebbe derivare dallo zoonimo "uccello" ed essere legato a qualità o mestieri del capostipite.
Si trovano varianti in tutta Italia, laddove le versioni con radice 'Auc-" sono meridionali (Campania e Puglia), mentre quelle con radice "Uc-" sono centro-settentrionali. Il poetico aulico toscano 'augello' non è attestato come cognome.

## Persone
- Antonino Uccello  – antropologo e poeta italiano
- Paolo Uccello  – pittore e mosaicista italiano